# Philip Gavitt
Philip Richard Gavitt (* 29. Januar 1950 in Wichita; † 28. Mai 2020) war ein US-amerikanischer Mittelalterhistoriker.

## Leben
Philip Gavitt erwarb 1972 den B.A. an der University of Rochester und 1988 den Ph.D. an der University of Michigan. Von 1989 bis 1992 war er Assistant Professor an der University of Tennessee. Er lehrte ab 1993 als Professor für Geschichte an der Saint Louis University.

## Schriften (Auswahl)
- Charity and children in Renaissance Florence. The Ospedale degli Innocenti, 1410–1536. Ann Arbor 1990, ISBN 0-472-10183-8.
- Gender, honor, and charity in late Renaissance Florence. Cambridge 2011, ISBN 1-107-00294-X.
- mit Rebecca Messbarger und Christopher M. S. Johns (Hg.): Benedict XIV and the Enlightenment. Art, science, and spirituality. Toronto 2016, ISBN 1-4426-3718-8.